# Ramona Leiß

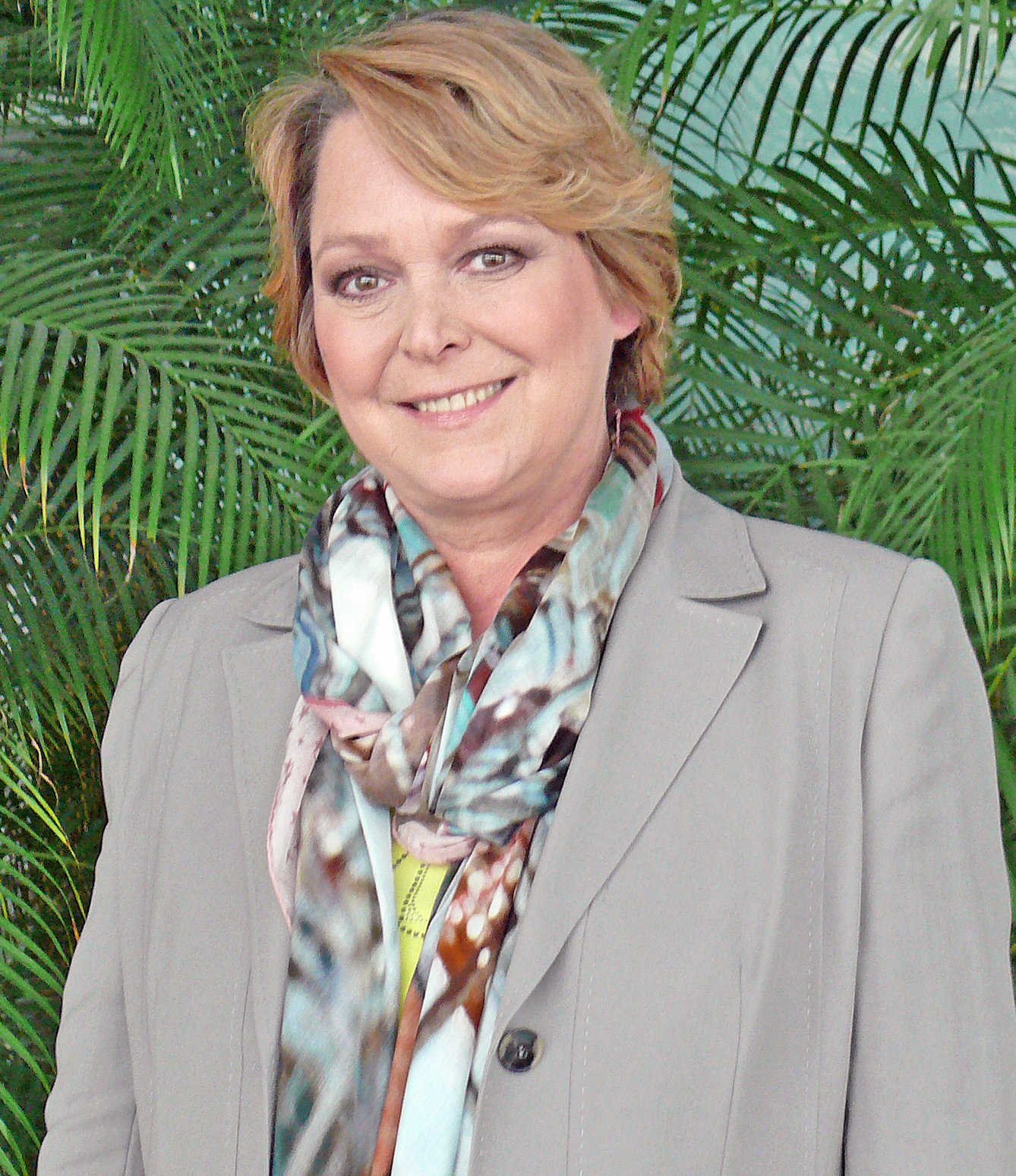
Ramona Leiß (2013)

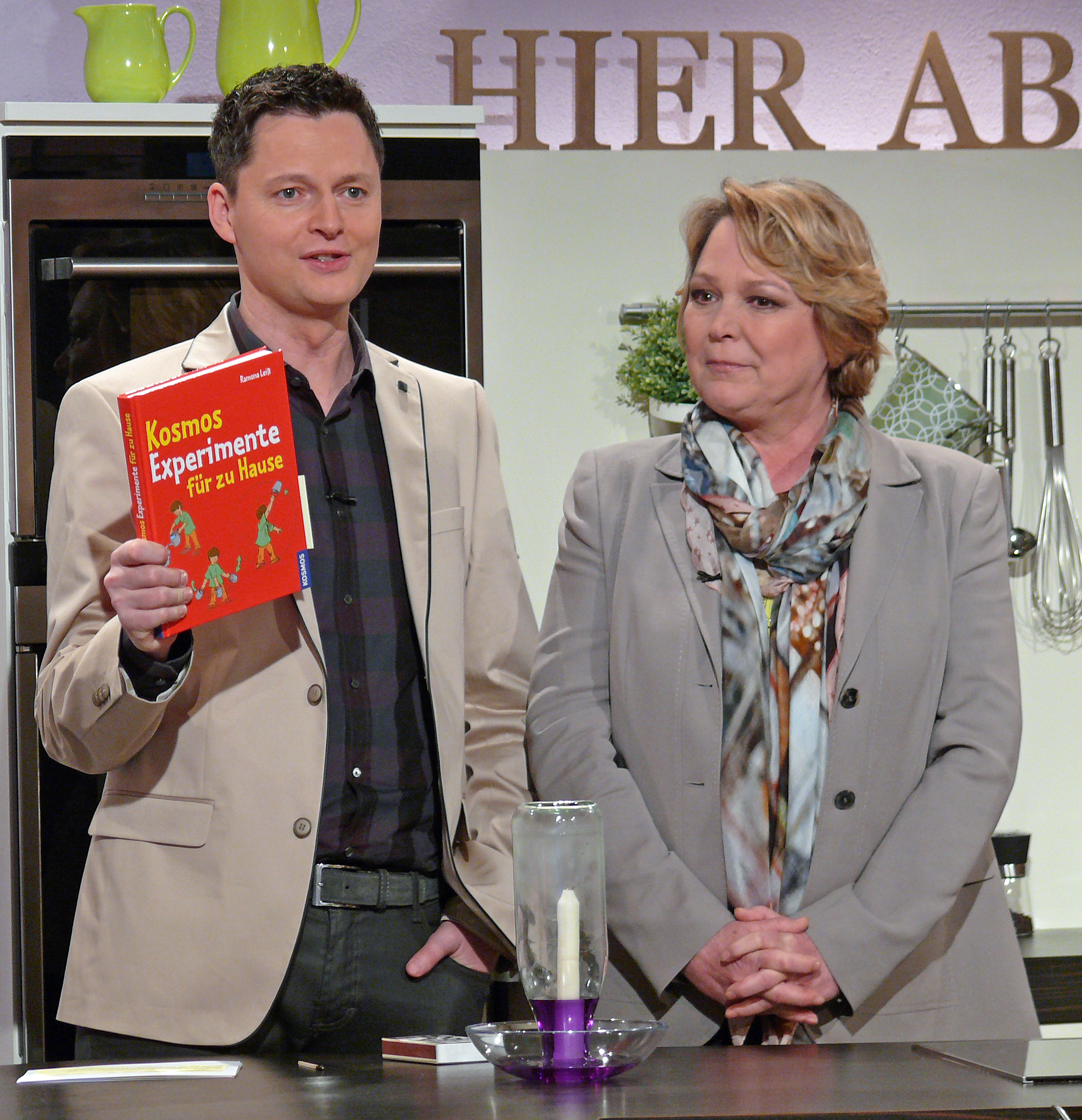
Ramona Leiß und ihr Kollege Andreas Fritsch (2013)

Ramona Leiß (* 7. Mai 1957 in München) ist eine deutsche Fernsehmoderatorin, Schauspielerin, Künstlerin und Kinderbuchautorin.

## Leben
Ramona Leiß studierte nach dem Abitur einige Semester Germanistik, Theaterwissenschaften und Chemie, bevor sie von 1981 bis 1985 als Hörfunksprecherin, ab 1982 bis 1990 auch als Hörfunkmoderatorin und Fernsehansagerin beim Bayerischen Rundfunk tätig wurde.
Ihr Debüt als Fernsehmoderatorin folgte 1984 mit der Sendung Aktuelle Schaubude im NDR, die sie 147 Folgen lang bis 1987 präsentierte. Von 1985 bis 2000 war sie außerdem Moderatorin beim ZDF, unter anderem in 38 Folgen der Knoff-Hoff-Show (1986–1992), diversen Volksmusik-Sendungen sowie von 1993 bis 1999 beim ZDF-Fernsehgarten und von 1994 bis 1997 beim ZDF-Wintergarten. Ab 1988 moderierte sie auch in der ARD, 1991 bis 1993 auch bei Sat.1 (unter anderem 64 Folgen Goldene Hitparade der Volksmusik). Von 2001 bis 2009 moderierte sie verschiedene Sendungen im MDR, unter anderem das Musikjournal Ramona. Im September 2008 spielte sie die Rolle der Helga Hölzl in sechs Folgen der ARD-Serie Sturm der Liebe.
Nach dem Fall der Berliner Mauer präsentierte sie gemeinsam mit Pit Weyrich am 31. Dezember 1989 im ZDF die große Silvester-Gala u. a. mit dem Auftritt von David Hasselhoff am Brandenburger Tor.
Leiß war als Moderatorin und Botschafterin der Initiative gegen Knochenschwund und für Osteoporosebetroffene engagiert.
Zusammen mit dem Verein Deutsche Krebshilfe und dem Fußballkommentator Jörg Dahlmann hat sie den Patientenratgeber Darmkrebs herausgegeben.
Im Januar 2012 war Leiß in der sechsten Staffel der RTL-Fernsehsendung Ich bin ein Star – Holt mich hier raus! als Bewohnerin des Dschungelcamps zu sehen.
Ramona Leiß hat eine Reihe Kinderbücher geschrieben, einige Liederbücher herausgegeben sowie Texte für Schlager, Pop und volkstümliche Lieder verfasst. Sie schrieb u. a. für David Hasselhoff, Katja Ebstein (für sie schrieb sie zum Beispiel 1986 gemeinsam mit Hanne Haller das Lied der ARD-Fernsehlotterie), Slavko Avsenik und Tommy Steiner. Für ihre Verdienste im Bereich volkstümlicher Musik wurde ihr 1993 die Hermann-Löns-Medaille in Silber und 1994 in Bronze verliehen.
Aus einer früheren Beziehung mit dem Medienmanager Fred Kogel hat Ramona Leiß einen Sohn. Seit den 2000er-Jahren wohnt sie in München. Im Mai 2008 teilte sie der Öffentlichkeit mit, dass sie mit einer Frau zusammenlebe, und thematisierte bei dieser Gelegenheit auch ihre vierjährige Beziehung mit der Schlagersängerin und -komponistin Hanne Haller in den 1980er-Jahren. 2015 verpartnerten sich Leiß und ihre Lebensgefährtin.

## Filmografie
- 1981: Egon Schiele – Exzesse
- 1990: Hotel Paradies (Fernsehserie, 2 Folgen)
- 2001: SOKO München (Fernsehserie, Folge 250: Tot an der Fahne)
- 2005: In aller Freundschaft (Fernsehserie, Folge 283: Zerrissenes Herz)
- 2008: Sturm der Liebe (Fernsehserie, 6 Folgen)

## Bücher
- Geschichten aus dem Murmelwald. Lentz, 1989, ISBN 3880101507.
- Die schönsten Küchenlieder. Nymphenburger, 1995, ISBN 3-485-00737-4.
- Komm, mach mit. Das verblüffende Experimentierbuch. Lentz, 1998, ISBN 3-88010-455-7.
- So geht's! Lentz, 1999, ISBN 3-88010-479-4.
- Versuch's doch mal. Lentz, 2002, ISBN 3-88010-427-1.
- Experimente für zu Hause: Erzählt und ausprobiert von Pico, Paco und Wolli. Kosmos, 2004, ISBN 3-440-09823-0.
- Die schönsten Volkslieder. Ein Hausbuch für die ganze Familie. Nymphenburger, 2004, ISBN 3-485-00721-8.
- Experimente für zu Hause: Experimente mit Luft, Wasser und den Sinnen. Kosmos, 2010, ISBN 978-3-440-12386-7.

## Diskografie

### Alben
- 1995: Liebe mich, Polydor

### Singles
- 1993: Ich lieb' dich immer noch, Polydor
- 1995: Weißt Du's noch, Polydor